# کشسانی خطی
کشسانی خطی (به انگلیسی: Linear elasticity) یک مدل ریاضیِ نشان دهنده چگونگی تغییر شکل و توزیع تنش در اجسام بر اثر یک بارگذاری است. این یک مدل ساده شده از تغییر شکل‌های غیر خطی و شاخه‌ای از مکانیک محیط‌های پیوسته است.